# Salvatore Isgró
Salvatore Isgró (* 21. Oktober 1930 in Baccialona Pizzaottu; † 2. Mai 2004) war ein italienischer Geistlicher und römisch-katholischer Erzbischof von Sassari.

## Leben
Salvatore Isgró empfing am 29. Juni 1953 die Priesterweihe.
Papst Paul VI. ernannte ihn am 25. April 1975 zum Bischof von Gravina e Irsina und zum Prälaten von Altamura ed Acquaviva delle Fonti. Der Kardinalpräfekt der Kongregation für die Bischöfe, Sebastiano Baggio, spendete ihm am 21. Juni desselben Jahres die Bischofsweihe; Mitkonsekratoren waren Sebastiano Fraghì, Erzbischof von Oristano, und Giuseppe Bonfigioli, Erzbischof von Cagliari.
Papst Johannes Paul II. ernannte ihn am 18. März 1982 zum Erzbischof von Sassari.